# Franco Ferrarotti
Franco Ferrarotti, né le 7 avril 1926 à Palazzolo Vercellese (province de Verceil, royaume d'Italie) et mort le 13 novembre 2024 à Rome, est un sociologue italien.

## Biographie
Franco Ferrarotti a obtenu la licence en philosophie à l'université de Turin en 1950. Sa thèse a porté sur la sociologie de Thorstein Veblen. Peu après, il fonda avec son ami Nicola Abbagnano en 1951 « I Quaderni di Sociologia » (cahiers de sociologie) qu'il a suivis jusqu'en 1967. Puis il a créé la revue dont il est directeur : « La Critica Sociologica » (la critique sociologique).
De 1958 à 1963, il est député indépendant à la Camera dei deputati pour le mouvement lancé par Adriano Olivetti, Movimento Comunità.
En 1961, il obtient la première chaire de sociologie en Italie, à l'université de Rome « La Sapienza », et est aujourd'hui le doyen de la sociologie italienne.
Parmi les prix qu'il a reçus dans sa carrière, on peut noter la récompense de l'« Accademia dei Lincei », en 2001. Il a enseigné en Europe et en Amérique. Plus particulièrement, il s'est intéressé aux mouvements sociaux et aux problèmes de la société industrielle. Par ailleurs, il a vulgarisé une méthodologie de type qualitatif.
Dans les années 1950 et 1960, il a mené une série de recherches sur le syndicalisme, la transformation du travail, les communautés et la sociologie urbaine. En 2007, il devient professeur émérite de l'Université de Rome « La Sapienza ».

## Œuvres

### Livres
- La protesta operaia, 1955
- La sociologia industriale in America e in Europa, 1959
- La sociologia come partecipazione, 1961
- Max Weber e il destino della ragione 1965
- Trattato di Sociologia (ed. UTET, 1969)
- Alle radici della violenza, 1977
- L'ipnosi della violenza, 1980
- Il paradosso del sacro 1983
- (fr) Histoire et Histoires de vie, Paris, Librairie des Méridiens, trad. fr. de Modak M., (Storia e Storie di vita, Bari, Laterza, 1981), 1983
- (en) « Biography and the Social Sciences », in Social Research, n° 50, 1983, p. 57-80.
- Una teologia per atei 1984
- La storia e il quotidiano, 1986
- Il ricordo e la temporalità  (Le souvenir et la temporalité), Torino, Laterza, 1987
- La sociologia alla riscoperta della qualità, 1989
- L'Italia in bilico, 1990
- Sacro e religioso 1997, Di Renzo Editore
- L'ultima lezione, 1999
- La verità? È altrove. All'insegna del New Age, 1999
- L'origine di Alessandro, 2000
- La società e l'utopia, 2001
- Tornando a casa. Conversazioni con Franco Ferrarotti (dir. Claudio Tognonato), Edizioni Associate, Rome, 2003.
- La convivenza delle culture, 2003
- (fr) avec Daniel Vander Gucht, Claude Javeau, Matteo Solaro, L'énigme d'Alexandre : Rencontres de cultures et progrès de la civilisation, 2004
- L'arte nella società (edizioni Solfanelli, 2005).
- L'identità dialogica (Edizioni ETS, 2007).
- Essays on Culture, Politics and Power, Valona-Albania, Academicus,2014,  (ISBN 978-9928-4221-1-8).

### Articles
- « La révolte contre le rationalisme mécaniste », Sociétés 2005/1 (n° 87), pages 91 à 100, 2005, lire en ligne, consulté le 26 septembre 2020